# Rob Kardashian
 Der er for få eller ingen kildehenvisninger i denne artikel, hvilket er et problem. Du kan hjælpe ved at angive troværdige kilder til de påstande, som fremføres i artiklen.

Robert Arthur "Rob" Kardashian (født 17. marts 1987) er en amerikansk tv-personlighed, model og kendis. Han er bedst kendt for at optræde i sin families reality tv-shows, såsom "Keeping Up With The Kardashians" og "Khloe & Lamar". Robert var med i sæson 13 af programmet "Dancing With The Stars" og blev nummer 2.

## Tidlige liv
Rob Kardashian er født i Los Angeles i Californien. Han er søn af advokat Robert Kardashian og Kris Jenner (født Houghton, tidligere Karadashian).
Hans forældre blev skilt i 1990, og hans mor blev gift med Bruce Jenner i 1991.
Hans far døde i september 2003 af kræft i spiserøret.
Han har tre ældre søstre Kourtney Kardashian, Kim Kardashian og Khloe Kardashian. Han har endvidere halvsøstrene Kendall Jenner og Kylie Jenner, stedbrødrene Burt Jenner, Brandon Jenner og Brody Jenner og stedsøsteren Casey Jenner.

## Karriere
Rob har arbejdet på flere virksomhedsprojekter med PerfectSkin, Rival Spot og the BG5, og for nylig arbejdede han på sin egen sokkelinje og designede en mandelinje med Scott Disick for Kardashian Kollection, som lagerføres i Sears.
Rob var en af de sidste dommere i Miss USA 2012 sammen med Joe Jonas, Miss Universe 2008 vinder, Dayana Mendoza, Fashion Police medvært, George Kotsiopoulos og andre. Han optrådte også på Fox's dating show "The Choice" i 2012.
Han meddelte i august 2012, at han igen ville starte på University of Southern California og studere jura i efteråret. Men USC's Gould School of Law benægtede denne påstand og erklærede via sin Twitter-konto, at Rob ikke engang havde henvendt sig til skolen.
I slutningen af 2012 lancerede han sin sokkelinje med navnet 'Arthur George'.

## Privat
Rob datede skuespillerinden Adrienne Bailon fra 2007 til 2009. Deres forhold blev vist på familiens reality-show "Keeping Up With The Kardashians".
Efter måneders spekulationer bekræftede Rob i oktober 2012 gennem hans Twitter-konto, at han og Rita Ora datede. I december blev det afsløret, at deres forhold var slut. I marts 2013 bekræftede Rita Ora, at hun og Rob aldrig var i et seriøst forhold.
10. november 2016, blev han og Blac Chyna forældre til en lille pige ved navn Dream Renée Kardashian. Rob er den eneste af sine søskende der har givet Kardashian efternavnet videre.